# Акимова, Светлана Николаевна
Светлана Николаевна Акимова (родилась 8 августа 1988 в Ленинграде) — российская футболистка и игрок в мини-футбол, действующий начальник мини-футбольного клуба «Аврора».

## Карьера игрока

### Клубная
Футболом увлеклась в школе, когда занималась этим видом спорта в секции вместе с мальчиками. С 1999 по 2004 годы играла за команду «Нева», тренером которой был Станислав Харитонов. В январе 2004 года старший тренер клуба «Аврора» Светлана Прорвина пригласила Акимову в команду.
За клуб Эдуарда Баткина она выступала до 2007 года, после чего взяла паузу длиной в год и вскоре вернулась в команду. В 2009 году она вынуждена была покинуть команду и перейти в «Искру», однако на одной из тренировок получила серьёзную травму (разрыв мениска). В конце 2009 года Акимова завершила свою спортивную карьеру из-за усугубившейся травмы колена.

### В сборной
В составе молодёжной сборной играла на чемпионате Европы 2004 года в Финляндии (бронзовые медали) и домашнем чемпионате мира 2006 года (1/4 финала). Запомнилась тем, что на чемпионате мира в матче против Новой Зеландии вышла за семь минут до конца матча и забила победный гол. В нескольких матчах была капитаном молодёжной сборной.

## Карьера тренера
Окончила в 2008 году курсы секретаря-референта и в 2010 году Университет технологии и дизайна по специальности «Связи с общественностью». Заняла должность администратора команды «Аврора», совместив также должности секретаря и переводчика.

## Личная жизнь
Изучает иностранные языки, посещает фитнес-клуб. Интересуется также фотографией.